# 184314 Mbabamwanawaresa
184314 Mbabamwanawaresa (designação provisória: 2005 EO302) é um objeto transnetuniano que está localizado no cinturão de Kuiper, uma região do Sistema Solar. Este objeto é classificado como um cubewano. O mesmo possui uma magnitude absoluta de 6,3 e tem um diâmetro com cerca de 242 km.

## Descoberta
184314 Mbabamwanawaresa foi descoberto no dia 11 de março de 2005 por Marc W. Buie.

## Órbita
A órbita de 184314 Mbabamwanawaresa tem uma excentricidade de 0,141, possui um semieixo maior de 45,354 UA e um período orbital de cerca de 302 anos. O seu periélio leva o mesmo a uma distância de 38,964 UA em relação ao Sol e seu afélio a 51,744 UA.